# Arsenius der Große

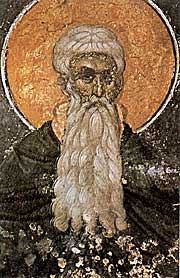

Arsenius (* um 354 in Rom; † um 450 in Troë bei Memphis, Ägypten) war einer der Wüstenväter.
Er wird manchmal auch als Heiliger Arsenius der Diakon, als Arsenius von Scetis und Turah sowie als Arsenius der Römer bezeichnet.
Er entstammte einem römischen Senatorengeschlecht und wurde von Papst Damasus I. zum Diakon geweiht. Angeblich wurde er 383 von Kaiser Theodosius dem Großen als Lehrer für seine Söhne Arcadius und Honorius nach Konstantinopel berufen. Um 395 entsagte er aber dem Hofleben und ging nach Ägypten, wo er Schüler von Johannes dem Zwerg wurde. Er lebte über fünfzig Jahre lang in verschiedenen Wüsten, die längste Zeit in der Sketischen Wüste, und starb im Ruf der Heiligkeit.
Es ist unsicher, ob die beiden Schriften Doctrina et exhoratio und In nomine tentorum von ihm oder einem anderen Mönch mit Namen Arsenius stammen. Überliefert sind von ihm und über ihn 44 Sprüche (sogenannte Apophthegmata).
Sein Fest wird in der griechisch-orthodoxen Kirche am 8. Mai, in der römisch-katholischen Kirche am 19. Juli gefeiert.
Arsenius der Große wird auch als Arsenius von Ägypten bezeichnet. Er ist nicht zu verwechseln mit Arsenius dem Großen (* um 839; † 887) (Beiname: Didi), dem Katholikos-Patriarchen von Kartlien.